# Turó del Mal Pas
El Turó del Mal Pas és una muntanya de 755 metres que es troba al municipi de Mura, a la comarca catalana del Bages.
Aquest cim està inclòs al llistat dels 100 cims de la FEEC